# Microregione di Alto Taquari
Alto Taquari è una microregione dello Stato del Mato Grosso do Sul in Brasile, appartenente alla mesoregione di Centro-Norte de Mato Grosso do Sul.
È una suddivisione creata puramente per fini statistici, pertanto non è un'entità politica o amministrativa.

## Comuni
Comprende 8 comuni:
- Alcinópolis
- Camapuã
- Coxim
- Figueirão
- Pedro Gomes
- Rio Verde de Mato Grosso
- São Gabriel do Oeste
- Sonora